# Romans polowy
Romans polowy (ros. Военно-полевой роман) – radziecki melodramat wojenny z 1983 roku w reżyserii Piotra Todorowskiego.

## Obsada
- Nikołaj Burlajew jako Aleksandr Nietużylin
- Natalja Andriejczenko jako Lubow
- Inna Czurikowa jako Wiera Nikołajewna
- Wsiewołod Szyłowski jako Grisza
- Aleksandr Martynow
- Zinowij Gerdt

## Nagrody
- 1984: Srebrny Niedźwiedź dla najlepszej aktorki Inny Czurikowej za rolę Wiery w filmie Romans polowy (1983)